# إساف ونائلة
إساف ونائلة هما صنمان نُصِبَا عند الكعبة في الجاهلية. شاع بين العرب قديمًا أنهما كانا شخصين، عملا عملُا قبيحًا في الكعبة، فمسخا حجرين، ووضعا عند الكعبة ليتعظ الناس بهما. فلما طال مكثهما، وعبدت الأصنام، عبدا معها. وكان أحدهما بلصق الكعبة، والآخر في موضع زمزم. فنقلت قريش الذي كان بلصق الكعبة إلى الآخر، فكانوا ينحرون ويذبحون عندهم. وفي رواية أن إسافًا كان حيال الحجر الأسود. وأما نائلة، فكان حيال الركن اليماني. وفي رواية أخرى أنهما أُخرجا إلى الصفا والمروة فنصبا عليهما ليكونا عبرة وموعظة، فلما كان عمرو بن لحي، نقلهما إلى الكعبة ونصبهما على زمزم: فطاف الناس بالكعبة وبهما حتى عبدا.

## قصتهما
شاع بين العرب أن قبيلة جرهم بغت بمكة، وأكثرت فيها الفساد، وألحدوا بالمسجد الحرام، حتى ذكر أن رجلًا منهم يقال له إساف بن بغى وامرأة يقال لها نائلة بنت وائل اجتمعا في الكعبة، وقاما بالزنا بها، فمسخهما الله حجرين، فنصبهما الناس قريبًا من البيت ليعتبروا بهما، وقيل كان اسمها نائلة بنت زيد، وكان إساف يتعشقها في أرض اليمن، فأقبلا حجاجا، فدخلا الكعبة، فوجدا غفلة من الناس وخلوة في البيت، ففجر بها في الكعبة، فمسخا حجرين، فأصبحوا فوجدوهما ممسوخين، فوضعوهما موضعهما فعبدتهما خزاعة وقريش، ومن حج البيت بعد من العرب. قال ابن كثير الدمشقي: فلما طال المطال بعد ذلك بمدد عبدا من دون الله في زمن خزاعة.

## مكانهما
كان أحد الصنمين بلصق الكعبة، والآخر في موضع زمزم. فنقلت قريش الذي كان بلصق الكعبة إلى الآخر، فكانوا ينحرون ويذبحون عندهم. وفي رواية أن إسافًا كان حيال الحجر الأسود. وأما نائلة، فكان حيال الركن اليماني. وفي رواية أخرى أنهما أُخرجا إلى الصفا والمروة فنصبا عليهما ليكونا عبرة وموعظة، فلما كان عمرو بن لحي، نقلهما إلى الكعبة ونصبهما على زمزم: فطاف الناس بالكعبة وبهما حتى عبدا.
بينما ذكر اليعقوبي، أن عمرو بن لحي وضع هبل عند الكعبة، فكان أول صنم وضع بمكة ثم وضعوا به إساف ونائلة كل واحد منهما على ركن من أركان البيت. فكان الطائف إذا طاف بدأ بإساف فقبله وختم به. ونصبوا على الصفا صنمًا يقال له مجاور الريح وعلى المروة صنمًا. يقال له مطعم الطير. فاليعقوبي ممن يرون إن إسافا ونائلة كانا عند الكعبة، لا على الصفا والمروة.

## في الشعر والأخبار
وورد اسم إساف في بيت شعر ينسب إلى بشر بن أبي خازم الأسدي، يقول:
وورد أن نائلة حين كسرها النبي محمد عام الفتح، خرجت منها سوداء شمطاء تخمش وجهها وتنادي بالويل والثبور. وكانت قريش تحلف عند هذين الصنمين. ولهما يقول أبو طالب وهو يحلف بهما حين تحالفت قريش على بني هاشم: